# Uchida Kōsai
Bá tước Uchida Kōsai (内田 康哉 (Nội Điền Khang Tai) Nội Điền Khang Tai,17 tháng 11 năm 1865 – 12 tháng 3 năm 1936) là một chính khách, nhà ngoại giao và quyền Thủ tướng Nhật Bản, phục vụ Nhật Bản dưới các thời kỳ Minh Trị, Đại Chính và Chiêu Hòa. Ông còn được biết với tên Uchida Yasuya.